# Gerard Nieroba
Gerard Nieroba (ur. 7 października 1940 w Siemianowicach Śląskich) – polski ślusarz maszynowy, poseł na Sejm PRL VI kadencji.

## Życiorys
Uzyskał wykształcenie zasadnicze zawodowe. Po ukończeniu szkoły podjął w 1957 pracę w Wojskowych Zakładach Mechanicznych w Siemianowicach Śląskich. Potem przez wiele lat pracował w Hucie „Jedność”, był tam brygadzistą. W 1972 uzyskał mandat posła na Sejm PRL w okręgu Sosnowiec z ramienia Polskiej Zjednoczonej Partii Robotniczej. Zasiadał w Komisji Kultury i Sztuki. Później wieloletni członek Klubu Seniora „Pogodna Jesień”. W 2016 wszedł w skład Rady Seniorów w Siemianowicach Śląskich.

## Odznaczenia
- Brązowy Krzyż Zasługi